# Marsilea
A marsílea (Marsilea) é um género de aproximadamente 55 espécies de pteridófitas (fetos) aquáticas. São conhecidas popularmente por trevo-de-quatro-folhas ou por trevo-de-água, dada a semelhança das suas folhas com um trevo e serem plantas aquáticas. Esta forma das folhas e a estrutura da planta dá às espécies deste género um aspecto pouco usual e dificilmente associável aos pteridófitos.

## Descrição
Género composto por cerca de 65 espécies de pequenos fetos aquáticos de consistência herbácea, com folhas em geral dispostas numa única roseta em torno de um curto caule que permanece enterrado nos lodos e sedimentos das zonas pantanosas e das margens de lagos e cursos de água lênticos.
As folhas são quadri-lobadas, com os 4 lobos bem pronunciados e semelhantes aos dos trevos, desenvolvendo longos pecíolos flexíveis que permitem que a sua lâmina atinja a superfície da água ou dela se aproxime. Algumas espécies apresentam pecíolos com alguma rigidez, o que permite manter as folhas acima da superfície das águas.
Os esporocarpos de algumas espécies australianas deste género são extremamente resistentes à secura, sobrevivendo até 100 anos em estado dissecado em condições de secura extrema. Quando humedecidos, os esporocarpos destas espécies absorvem água, levando ao intumescimento por formação de uma estrutura gelatinosa no seu interior, a qual provoca a ruptura da estrutura capsular envolvente. Os soros são libertados envolvidos pela massa gelatinosa e dispersos por flutuação, levando a uma eventual germinação dos esporos e posterior fertilização.
Os esporocarpos de algumas espécies australianas, como a Marsilea drummondii, são comestíveis e foram utilizados na alimentação humana pelos povos aborígenes e pelos primeiros colonos europeus da Austrália.
Algumas espécies de marsilea, como a Marsilea crenata, a Marsilea drummondii, a Marsilea exarata e a Marsilea quadrifolia são utilizadas como plantas decorativas em aquários. A Marsilea azorica é uma das mais raras plantas do Mundo, sendo endémica nos Açores, onde apenas sobrevive uma população residual num pequeno pântano isolado.

## Marsilea apresenta 55 espécies, entre elas
| - Marsilea aegyptiaca - Marsilea ancyclopoda A.Braun - Marsilea azorica Launert & Paiva - Marsilea crenata C.Presl - Marsilea drummondii A.Braun - Marsilea exarata A.Braun - Marsilea hirsuta R.Br. - Marsilea macropoda Engelm. ex A.Braun | - Marsilea minuta L. - Marsilea mollis B.L.Rob. & Fernald - Marsilea oligospora Gooding - Marsilea polycarpa Hook. & Grev. - Marsilea quadrifolia L. - Marsilea vestita Hook. & Grev. - Marsilea villosa Kaulf. |